# Aleksej Rastvortsev
Aleksej Petrovitj Rastvortsev russisk: Алексей Петрович Растворцев (født 8. august 1978 i Belgorod, Sovjetunionen) er en russisk håndboldspiller, der fra 2002 til 2013 spillede for den russiske ligaklub Tjekhovskije Medvedi. Fra 2013 til 2015 spillede han for RK Vardar i Skopje, Makedonien og fra 2015 - 2016 for den serbiske håndboldklub i Vojvodina.

## Landshold
Rastvortsev nåede at spille 246 landskampe og scorede 896  mål for det russiske landshold, og var blandt andet med til at vinde OL-bronze i Athen i 2004.